# Liste fraktionsloser Mitglieder des 8. Europäischen Parlaments
Die Liste fraktionsloser Mitglieder des 8. Europäischen Parlaments enthält die Abgeordneten, die in der 8. Wahlperiode von 2014 bis 2019 zumindest übergangsweise nicht einer der Fraktionen des Europäischen Parlaments angehörten.
Bei Konstituierung des Parlaments nach der Europawahl 2014 waren 52 Abgeordnete fraktionslos. Am 16. Oktober 2014 wurde die Fraktion Europa der Freiheit und der direkten Demokratie (EFDD) aufgelöst um am 19. Oktober 2014 wieder gegründet; die betroffenen 47 Abgeordneten waren in den Zwischenzeit fraktionslos, sind im Folgenden aber nicht extra aufgeführt. Am 15. Juni 2015 gründete sich aus fraktionslosen Mitgliedern die Fraktion Europa der Nationen und der Freiheit (ENF). Zum Ende der Wahlperiode waren 20 Abgeordnete fraktionslos.

## Abgeordnete
| Land                   | Partei                                    | Europäische Partei | Sitze | MdEP | Anmerkung |
| ---------------------- | ----------------------------------------- | ------------------ | ----- | --- | --- |
| Belgien                | Vlaams Belang                             | EAF/MENL           | 1     | Gerolf Annemans | ab 16. Mai 2015 ENF-Fraktion                                                                                               |
| Dänemark               | –                                         | –                  | 1     | Rikke Karlsson | gewählt für DF, bis 21. Februar 2018 EKR-Fraktion                                                                          |
| Deutschland            | Die PARTEI                                | –                  | 1     | Martin Sonneborn | |
| Deutschland            | Nationaldemokratische Partei Deutschlands | APF                | 1     | Udo Voigt | |
| Deutschland            | Alternative für Deutschland (AfD)         | –                  | 1     | Marcus Pretzell | 12. bis 30. April 2016, zuvor EKR, danach ENF                                                                              |
| Frankreich             | Front National                            | EAF/MENL           | 23    | Gilles Lebreton Jean-Luc Schaffhauser Louis Aliot Marie-Christine Arnautu Nicolas Bay Dominique Bilde Marie-Christine Boutonnet Steeve Briois Edouard Ferrand Sylvie Goddyn Jean-François Jalkh Marine Le Pen Philippe Loiseau Dominique Martin Joëlle Mélin Bernard Monot Mylène Troszczynski | bis 14. Juni 2015, dann ENF                                                                                                |
| Frankreich             | Front National                            | EAF/MENL           | 23    | Florian Philippot Mireille d’Ornano Sophie Montel | bis 14. Juni 2015, dann ENF; am 3. Oktober 2017, dann EFDD; Montel ab 13. September 2018 (parteilos)                       |
| Frankreich             | Front National                            | EAF/MENL           | 23    | Bruno Gollnisch | |
| Frankreich             | Front National                            | EAF/MENL           | 23    | Jean-Marie Le Pen | Im August 2015 aus FN ausgeschlossen; ab 22. März 2018 APF-Mitglied                                                        |
| Frankreich             | Front National                            | EAF/MENL           | 23    | Aymeric Chauprade | bis 23. Juni 2015, dann ENF-Fraktion; 10. September 2015 bis 17. April 2018 (parteilos), dann EFDD-Fraktion                |
| Griechenland           | Chrysi Avgi                               | APF                | 3     | Georgios Epitideios Lambros Foundoulis Eleftherios Synadinos | APF bis 2017; Synadinos verließ Chrysi Avgi im April 2018                                                                  |
| Griechenland           | Kommunistische Partei Griechenlands       | Initiative         | 2     | Konstantinos Papadakis Sotirios Zarianopoulos | |
| Italien                | Lega                                      | MENL               | 5     | Mario Borghezio Gianluca Buonanno Matteo Salvini Lorenzo Fontana Flavio Tosi | bis 14. Juni 2015, dann ENF-Fraktion Tosi bis 8. Juli 2014, Fontana ab 11. Juli 2014                                       |
| Italien                | Forza Italia                              | EVP                | 1     | Alessandra Mussolini | 30. November 2016 bis 11. Dezember 2016, zuvor und danach EVP-Fraktion                                                     |
| Italien                | Partito Democratico                       | SPE                | 1     | Renato Soru | 10. Mai 2016 bis 15. Mai 2017, davor und danach S&D-Fraktion                                                               |
| Italien                | Movimento 5 Stelle                        | –                  | 1     | David Borrelli | 16. bis 19. Oktober 2014 und 13. Februar 2018 bis 16. April 2019; zuvor und dazwischen EFDD-Fraktion, danach ALDE-Fraktion |
| Lettland               | Latvijas Zemnieku savienība               | EUD                | 1     | Iveta Grigule | 16. Oktober 2014 bis 26. April 2015; zuvor EFDD, danach ALDE                                                               |
| Niederlande            | Partij voor de Vrijheid                   | –                  | 4     | Marcel de Graaff Vicky Maeijer Olaf Stuger | bis 14. Juni 2015, dann ENF                                                                                                |
| Niederlande            | Partij voor de Vrijheid                   | –                  | 4     | Hans Jansen Auke Zijlstra | Jansen bis 5. Mai 2015, verstorben; Nachrücker Zijlstra 1. bis 7. September 2015, dann ENF                                 |
| Österreich             | Freiheitliche Partei Österreichs          | EAF/MENL           | 4     | Barbara Kappel Georg Mayer Franz Obermayr Harald Vilimsky | bis 14. Juni 2015, dann ENF                                                                                                |
| Ungarn                 | Jobbik                                    | AENM               | 3     | Zoltán Balczó | AEMN bis März 2016 |
| Ungarn                 | Jobbik                                    | AENM               | 3     | Béla Kovács | ab März 2016 parteilos, weiterhin AEMN                                                                                     |
| Ungarn                 | Jobbik                                    | –                  | 3     | Krisztina Morvai | parteilos, für Jobbik gewählt                                                                                              |
| Polen                  | Kongres Nowej Prawicy                     | MENL               | 4     | Michał Marusik Stanisław Żółtek | bis 15. Juni 2015, dann ENF; MENL ab Anfang 2018                                                                           |
| Polen                  | Kongres Nowej Prawicy                     | –                  | 4     | Robert Jarosław Iwaszkiewicz | bis 19. Oktober 2014, dann EFDD                                                                                            |
| Polen                  | Kongres Nowej Prawicy                     | –                  | 4     | Janusz Korwin-Mikke | bis 1. März 2018, ab Januar 2015 Wolność                                                                                   |
| Polen                  | Wolność                                   | –                  | 4     | Dobromir Sośnierz | ab 22. März 2018, Nachfolger von Korwin-Mikke                                                                              |
| Polen                  | –                                         | –                  | 1     | Jacek Saryusz-Wolski | 23. März 2017 bis 26. März 2019, zuvor EVP, danach EKR-Fraktion; gewählt für PO                                            |
| Polen                  | –                                         | –                  | 1     | Kazimierz Michał Ujazdowski | ab 13. April 2018, zuvor EKR; gewählt für PiS                                                                              |
| Rumänien               | –                                         | –                  | 1     | Sorin Moisă | 22. bis 28. November 2017; zuvor S&D, danach EVP; gewählt für PSD                                                          |
| Spanien                | Partido Socialista Obrero Español         | SPE                | 1     | Juan Fernando López Aguilar | 15. April bis 21. Juli 2015, zuvor und danach S&D                                                                          |
| Vereinigtes Königreich | Democratic Unionist Party (DUP)           | –                  | 1     | Diane Dodds | |
| Vereinigtes Königreich | UK Independence Party (UKIP)              | –                  | 1     | James Carver | 16. bis 19. Oktober 2014 und 28. Mai 2018 bis 9. Januar 2019; sonst EFDD; ab 28. Mai 2018 parteilos                        |
| Vereinigtes Königreich | UK Independence Party (UKIP)              | –                  | 1     | Steven Woolfe | 16. bis 19. Oktober 2014 und ab 24. Oktober 2016; sonst EFDD, ab Oktober 2016 parteilos                                    |
| Vereinigtes Königreich | UK Independence Party (UKIP)              | –                  | 1     | Diane James | 16. bis 19. Oktober 2014 und 20. November 2016 bis 12. Dezember 2018; sonst EFDD; ab November 2016 parteilos               |
| Vereinigtes Königreich | UK Independence Party (UKIP)              | –                  | 1     | Mike Hookem | 16. bis 19. Oktober 2014 und ab 17. Januar 2019; sonst EFDD                                                                |
| Vereinigtes Königreich | UK Independence Party (UKIP)              | –                  | 1     | Gerard Batten | 16. bis 19. Oktober 2014 und 8. Dezember 2018 bis 15. Januar 2019; zuvor und zwischendurch EFDD, danach ENF                |